# Triodion
Il Triodion (in greco antico e moderno:Τριῴδιον , Triōdion; Slavo: Постнаѧ Трїωдь, Postnaya Triod; romeno: Triodul, Albanese: Triod/Triodi), chiamato anche Triodion Quaresimale (Τριῴδιον κατανυκτικόν, Triodion katanyktikon), è uno dei libri liturgici della Chiesa ortodossa, e della parte delle Chiese Cattoliche di Oriente di Rito bizantino.
Il libro contiene i Propri, parte fissa del rito (Messa o liturgia delle ore), per il digiuno quaresimale e le due settimane fino al giorno Pasqua.

Il Triodion si chiama in questo modo, perché il canone prevede solamente tre odi per il Mattutino dei giorni non festivi. Il libro copre il periodo che inizia con la lettura della Parabola del fariseo e del pubblicano, la decima Domenica prima della Pasqua, e ventidue giorni prima della Grande Quaresima, e che si conclude con la vigilia (Μεσονυκτικόν) del Sabato Santo.
Il Triodion contiene i Propri per:
- il periodo pre-quaresimale, inizia con una settimana che non prevede digiuni, inclusi Mercoledì e Venerdì, che sono normalmente tenuti come giorni di digiuno durante l'anno (con minime eccezioni)
- la settimana seguente è chiamata in greco Apókreō (lett. non-assunzione di carne), in contemporanea con i giorni del Carnevale. L' Apókreō introduce e abitua per gradi al cambiamento della dieta durante la Quaresima: l'astinenza dalle carni inizia con la prima Domenica dell’Apókreō (l'ottava Domenica prima della Pasqua), mentre per le setitmane seguenti dette Tyrinĕ possono essere consumati latte e derivati caseari, ma non carne o uova. La Tyrinĕ (lett. "formaggio") si conclude con Domenica, detta Seconda Domenica di Apókreō, cui segue la festa del Lunedì Verde o Lunedì Puro (Καθαρά Δευτέρα), primo giorno della Grande Quaresima,  riservato ad una dieta vegana col divieto di qualsiasi prodotto di origine animale, anche lattiero-caseario.
- i quaranta giorni della Grande Quaresima, che iniziano dal Lunedì Verde

con una dieta vegana, che per alcuni giorni esclude del tutto l'uso dell'olio (il Digiuno Quaresimale). Il pesce è permesso per l'Annunciazione e la Domenica delle Palme. Il digiuno è prescritto fino a Pasqua.
- il Sabato di Lazzaro (la resurrezione) e la successiva Domenica delle Palme
- la Grande e Santa Settimana, fino alla vigilia del Grande e Santo Sabato.

Nell'edizione del Triodion Quaresimale seguito dal movimento orotodosso russo dei Vecchi Credenti e dagli slavi ruteni, il contenuto del Triodion finisce con il Sabato di Lazzaro, mentre i servizi della Settimana Santa sono contenuti nel Pentecostarion.